# 東尼的寂寞巧克力
東尼的寂寞巧克力（Tony's Chocolonely）是一家荷兰糖果公司，專門生產和銷售符合公平贸易條件的巧克力，與加纳和象牙海岸的貿易商合作，直接向當地農民購買可可豆，以避免雇用奴隸和童工，並用高於當地農會20%的價格收購以打擊剥削。

## 歷史
2002年，荷蘭電視節目 Keuringsdienst van Waarde 主持人蒂恩·範·德·庫肯發現，沒有任何一家巧克力製造商簽署2001年發表旨在減少奴隸和童工的《哈金-恩格爾議定書》。他採取一項法律行動：記錄自己吃了17條巧克力，然後向荷蘭法院告發自己「故意購買非法製造的產品」。在法庭上為自己辯護時，他請了四名來自象牙海岸可可農場的兒童奴隸來作證。2007年，荷兰总检察长認定此案不在荷蘭司法管轄範圍內，駁回此案。 
他請各家巧克力製造商正視奴隸和童工問題，但是沒有任何一家有興趣做出改變。於是他決定自己創立公司生產巧克力。他在11月成功推出完全由「不含奴隸」可可豆生產的牛奶巧克力棒。公司的名稱「寂寞」是來自於他靠自己一個人創立了公司，沒有接受其他巧克力廠商的幫助。 
2007年2月6日，阿姆斯特丹法院的一件判決认证了，東尼的寂寞巧克力是以無奴隸的方式生產的。不過被另一間瑞士巧克力工廠控告東尼的寂寞巧克力損害了他們的聲譽，但後來敗訴。 
2015年公司將業務擴展到美国，並在俄勒冈州波特兰設立辦事處。 
截至2018年底，除了荷蘭總部，東尼的寂寞巧克力也在比利时、丹麦、芬兰、德国、瑞典和美国販售。 2018年在荷蘭的市佔率為19％，超過了瑪氏食品和雀巢 。
2019年，開始在英国，愛爾蘭和罗马尼亚販售，並在森寶利、維特羅斯和全食超市等大型超市上架。 
2019年底，東尼的寂寞巧克力開始在亞洲販售，首站選擇在台灣家樂福上架。
2021年，東尼的寂寞巧克力被美國組織 Slave Free Chocolate 從道德巧克力公司名單中刪除，它事後遭到強烈反對。雖然在它的供應鏈中沒有確認的童工案例，但由於百樂嘉利寶自己產品的供應鏈中存在童工問題，他們與另一家巧克力製造商百樂嘉利寶的合作導致被移除。

## 產品
東尼的寂寞巧克力有各種不同的口味，每個國家和銷售管道可能提供不同的口味。在荷蘭有十幾種口味 。有別於大部分巧克力工廠的巧克力紋路，它設計了呈不規則形狀的紋路，意味着世界各地巧克力產業的利潤分配不均。 

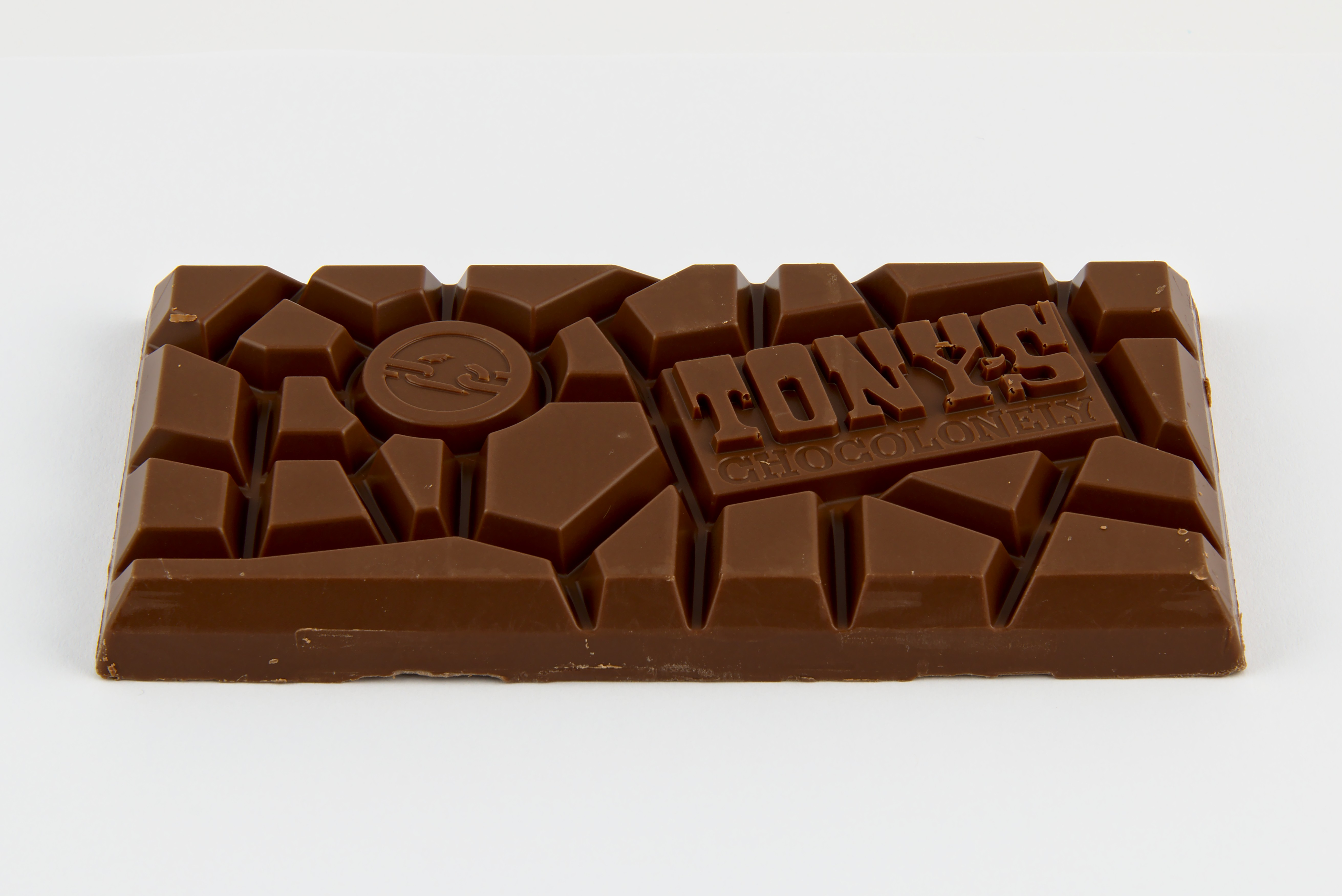
一塊未包裝的口味東尼的寂寞牛奶巧克力

在美国有銷售口味  (括號內為可可豆含量)： 
- 牛奶巧克力（32％）
- 黑巧克力（70％）
- 焦糖海盐巧克力（32％）
- 杏仁海盐黑巧克力（51％）
- 脆餅太妃糖巧克力（42％）
- 核桃椰子黑巧克力（51％）
- 榛子巧克力（32％）
- 蜂蜜杏仁牛軋糖巧克力（32％）
- 樹莓跳跳糖白巧克力（28％）

在大部分地區有銷售以下包裝方式： 
- 大裝（180克）
- 小裝（50克）
- 迷你裝（9克）
- 季節限定包裝，例如复活节彩蛋

以下產品只在歐洲販售： 
- 個人定製巧克力
- 巧克力牛奶
- 字母形巧克力

東尼的寂寞巧克力在每年10月至12月之間會推出三種新的限量版口味。銷量最好的限量版口味會被收錄進特別收藏版清單中，也有可能改為長期銷售。  该公司还为荷蘭連鎖超市 Albert Heijn 生產限量版的口味，每六個月輪換一次。